# John Fletcher
John Fletcher (křtěn 20. prosince 1579, Rye, Sussex – datum pohřbu 29. srpna 1625, Londýn) byl anglický dramatik pozdní renesance (období tzv. alžbětinského divadla).

## Život
Byl synem kněze Richarda Fletchera, který se později stal londýnským biskupem a kaplanem královny Alžběty. Jeho strýc a dva bratranci byli též spisovatelé. V roce 1591 začal studovat v Cambridge, ale není známo, zda studia dokončil. Do konce svého života pracoval jako hlavní dramatik pro divadelní společnost Služebníci královi (King's Men). Zemřel na mor v roce 1625.
Spolupracoval s celou řadou dramatiků jako byli William Shakespeare, Philip Massinger nebo William Rowley. Spolu s Francisem Beaumontem napsal v letech 1606–1616 asi patnáct divadelních her. Svou tvorbou patřil do oblasti aristokratického (dvorského) divadla.

## Divadelní hry
Míra spolupráce na jednotlivých divadelních hrách je v různých pramenech uváděna různě. Zde jsou hry zařazeny tak, jak je řadí níže uvedená literatura.

### Samostatně
- The Faithful Shepherdess (1610, Věrná pastýřka), pastorální komedie,
- Bonduca (1613), tiskem 1647, tragédie čerpající námět ze života keltské královny Boudiccy, která vedla v Británii protiřímské povstání.
- Valentinian (asi 1614), tiskem 1647, tragédie,
- Wit Without Money (asi 1614, Duchaplnost bez peněz), tiskem 1639, komedie,
- The Mad Lover (1617, Pomatený milenec), tiskem 1647, tragikomedie,
- The Loyal Subject (1618, Věrný poddaný), tiskem 1647, tragikomedie,
- The Woman's Prize or The Tamer Tamed (před 1625, Zkrocení zlého muže), tiskem 1647, komedie, která je jakýmsi pokračováním Shakespearovay hry Zkrocení zlé ženy. Petruccio se po Kateřinině smrti znovu ožení. Tentokrát je to jeho nová manželka Marie, která svého partnera zkrotí.

### S Francisem Beaumontem
- Cupid's Revenge (asi 1607, Kupidova pomsta), tiskem 1615, tragédie,
- The Knight of the Burning Pestle (asi 1609, Rytíř hořící paličky), tiskem 1613, komedie, první dramatická parodie na rytířskou tematiku.
- Philaster, or Love Lies a-Bleeding (asi 1609, Philaster aneb láska krvácí Dostupné online), tiskem 1620, tragikomedie o pěti dějstvích
- The Captain (asi 1609, Kapitán), tiskem 1647, komedie,
- A King and No King (1611, Králem být a nebýt), tiskem 1619, tragikomedie,
- A Maid's Tragedy (1611, Dívčina tragédie), tiskem 1619, tragédie,
- Love's Pilgrimage (1615, Pouť lásky), tiskem 1647, tragikoemdie.

### S Williamem Shakespearem
- Henry VIII. (1611, Jindřich VIII.), tiskem 1623, historická hra,
- The Two Noble Kinsmen (asi 1613, Dva vznešení příbuzní), tiskem 1634, tragikomedie,
- Cardenio (asi 1613), ztracená hra

### S Philipem Massingerem
- Love's Cure (1612, Léčba láskou), tiskem 1647, komedie
- The Spanish Curate (1622, Španělský farář), tiskem 1647, komedie, která se stala předlohou pro hru Nebe na zemi od Voskovce a Wericha.

### S Williamem Rowleym
- The Maid in the Mill (1623, Dívka ve mlýně), tiskem 1647, komedie.

## Česká vydání
- Philaster čili Láska krvácí, Kamilla Neumannová, Praha 1918, přeložil Norbert Fomeš,
- Zkrocení zlého muže, Dilia, Praha 1958, přeložila Eva Bezděková,
- Rytíř hořící paličky, Dilia, Praha 1969, přeložil Břetislav Hodek,
- Králem být a nebýt, Dilia, Praha 1981, přeložil Jiří Josek,
- Králem být a nebýt, antologie Alžbětinské divadlo III. - Drama po Shakespearovi, Odeon, Praha 1985, přeložil Jiří Josek,
- Dva vznešení příbuzní, Národní divadlo, Praha 2008, přeložil Martin Hilský.